# ウェスト・サセックス統監
ウェスト・サセックス統監（ウェスト・サセックスとうかん、英語: Lord Lieutenant of West Sussex）は、イギリスの官職。統監の1つで、ウェスト・サセックスを担当する。1972年地方行政法でイングランドおよびウェールズの地方自治体再編が行われ、同法第218(1)条によりグレーター・ロンドンおよび各都市・非都市カウンティに統監が1人ずつ任命されることとなった。同法でサセックスがイースト・サセックスとウェスト・サセックスに分割されたため、1974年の同法施行とともにウェスト・サセックス統監が任命された。

## 一覧
- 1974年4月1日 – 1975年1月31日：第16代ノーフォーク公爵バーナード・フィッツアラン＝ハワード[3]
  - サセックス統監（英語版）より続投[2]
- 1975年5月19日 – 1990年：ノーフォーク公爵夫人ラヴィニア・フィッツアラン＝ハワード（英語版）[3]
- 1990年3月23日 – 1994年：第10代リッチモンド公爵チャールズ・ゴードン＝レノックス（英語版）[3]
- 1994年7月29日 – 1999年：サー・フィリップ・ジョン・ニューリング・ウォード（英語版）[3]
- 1999年7月12日 – 2008年：ヒュー・ローランド・ワイアット（英語版）[3][4]
- 2008年11月24日 – 2022年7月31日：スーザン・エリザベス・パイパー[4][5]
- 2022年7月31日 – ：エマ・バーナード[5]